# Polsko-czechosłowacka konwencja turystyczna

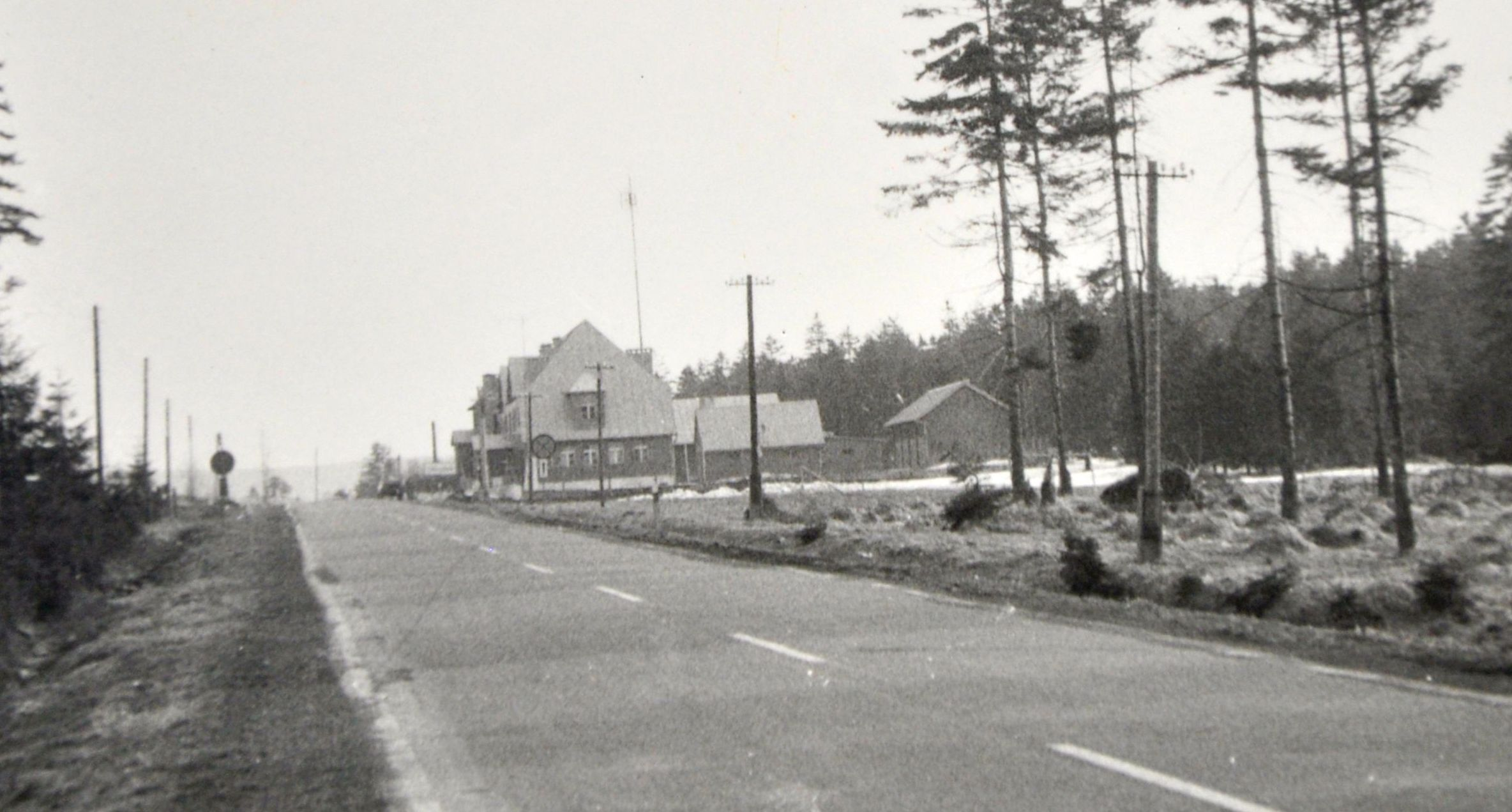
Przejście graniczne w Jakuszycach w 1988 roku

Polsko-czechosłowacka konwencja turystyczna – konwencja turystyczna podpisana między Polską i Czechosłowacją w 1955.

## Historia
Na mocy konwencji oba kraje udostępniły na zasadach wzajemności wydzielone obszary przygraniczne swojego terytorium dla celów turystycznych w ruchu bezpaszportowym, jedynie na mocy przepustki turystycznej. W ramach konwencji z 1955 udostępniono obszary w Tatrach Wysokich i Bielskich. Umowy uzupełniające z 1961 i 1962 rozszerzyły liczbę udostępnionych terenów (o Tatry Zachodnie, resztę Tatr Wysokich i Bielskich, Karkonosze i część Beskidu Niskiego), w tym drogi dojazdowe do przejść granicznych, a zatem obszary stały się dostępne także w ruchu kołowym.
Konwencja była nowelizowana i poszerzana w latach 1961-1962. Obowiązywała do początku lat 80. XX wieku.

## Obszar konwencyjny tatrzański
Obszar obejmował całe Tatry słowackie, w tym Jaskinie Demianowskie, Bielska, Ważecką, jeziora tatrzańskie, m.in. Szczyrbskie i Popradzki Staw, Zamki Orawskie, Krasną Górkę, Bobrów, Liptowski Gródek, Liptowski Mikułasz, Poprad, Dolny Kubin, Rużomberk, Smokowiec, Tatrzańską Łomnicę i Spiską Starą Wieś.

## Obszar konwencyjny karkonoski
Obszar obejmował większość czeskich Karkonoszy, w tym Śnieżkę, Łabski Szczyt i Twarożnik od południa, źródła Łaby, wodospady Panczawy, Łaby i Mumlawy, doliny Białej Łaby, Mumlawy, Długa i Zielona, Szpindlerowy Młyn, Pec pod Śnieżką, Harrachov, Vrchlabí, Jańskie Łaźnie i Jablonec nad Jizerou.

## Obszar konwencyjny dukielski
Część obszaru Beskidu Niskiego, głównie rejon Przełęczy Dukielskiej i tereny walk z 1944, jak również miejscowości: Vyšný Komárnik, Nižný Komárnik, Krajná Poľana, Hunkovce, Ladomirová, Svidník, Nižná Pisaná, Vyšná Pisaná, Dlhoňa i Havranec.

## Przepisy

### Przepustka
Do realizacji wyjazdu (wyjścia) wymagane było posiadanie przepustki turystycznej i dewiz. Od 1972 wydawaniem przepustek zajmowały się posterunki, komisariaty, komendy miejskie, dzielnicowe i wojewódzkie Milicji Obywatelskiej właściwe według miejsca zamieszkania wnioskującego. W szczególnych przypadkach przepustkę wydawać mogły jednostki MO i WOP zabezpieczające przejścia graniczne w obszarze konwencji.
Ze strony polskiej przepustkę mogła otrzymać osoba, która ukończyła 16 rok życia i była obywatelem polskim. Do przepustki można było dopisać dzieci własne, przysposobione i obce do 16 roku życia. Dokument był ważny przez trzy miesiące od daty wystawienia i upoważniał do dwukrotnego przekroczenia granicy państwowej tylko na ustalonych przejściach i w określonym czasie. Można było przebywać na dwóch obszarach konwencji wymienionych w przepustce łącznie przez okres sześciu dni (z dowodem osobistym lub tymczasowym zaświadczeniem tożsamości).
Wycieczkom, zjazdom, czy organizacjom można było wydawać przepustki zbiorowe.
W 1972 koszt wydania przepustki wynosił 30 złotych (opłata skarbowa w znaczkach).

### Waluta
Na podstawie wydanej przepustki i książeczki walutowej oddziały NBP lub kasy walutowe biur podróży dokonywały sprzedaży koron czechosłowackich. W 1975 turysta polski mógł otrzymać 400 koron w ciągu dwóch kolejnych lat. Obowiązywała norma 50 koron na każdy dzień pobytu (dzieci do lat 16 połowa normy), jednak nie więcej niż 200 koron na jeden wyjazd (dzieci połowa). Niewykorzystane pieniądze należało po powrocie odsprzedać kasie walutowej lub bankowi.